# 1,1,2-triclorotrifluoroetano
L'1,1,2-triclorotrifluoroetano (IUPAC: 1,1,2-trifluoro-1,2,2-tricloroetano) o R-113 è un alogenuro alchilico del gruppo dei freon di formula ClCF2CCl2F.
A temperatura ambiente si presenta come un liquido incolore dall'odore dolciastro. È un composto pericoloso per l'ambiente in quanto distrugge lo strato di ozono. Viene usato principalmente come intermedio per la sintesi del Clorotrifluoroetilene e come solvente per usi industriali.

## Sintesi
L'1,1,2-triclorotrifluoroetano può essere preparato a partire da esacloroetano e acido fluoridrico.
{\displaystyle {\ce {C2Cl6 + 3HF -> CF2Cl-CFCl2 + 3HCl}}}
La reazione di scambio di alogeno richiede la presenza di un catalizzatore a base di antimonio, cromo, ferro, allumina e di temperature elevate. 
In italia veniva prodotto dall'azienda montefluos nello stabilimento di Porto Marghera.

## Impieghi
L'1,1,2-triclorotrifluoroetano è stato uno fra i CFC maggiormente prodotti insieme al CFC-11 e CFC-12. Si stima che nel 1989 ne siano state prodotte 250000 tonnellate 
In passato veniva usato estensivamente come solvente per l'elettronica, come agente espandente per produrre schiume e nel processo di concia delle pelli come sgrassante.
L'1,1,2-triclorotrifluoroetano trova impiego principalmente come reagente per la sintesi del Clorotrifluoroetilene.
Può essere usato anche come solvente in alcuni processi industriali.

## Sicurezza
Il 1,1,2-triclorotrifluoroetano è un clorofluorocarburo molto poco reattivo. È poco tossico (TLV-TWA = 1000 ppm),non è infiammabile e non è classificato come cancerogeno per l'uomo. In caso di contatto prolungato con 1,1,2-triclorotrifluoroetano si può avere lo sviluppo di una dermatite. L'inalazione causa disordini cardiovascolari e deprime il sistema nervoso centrale.

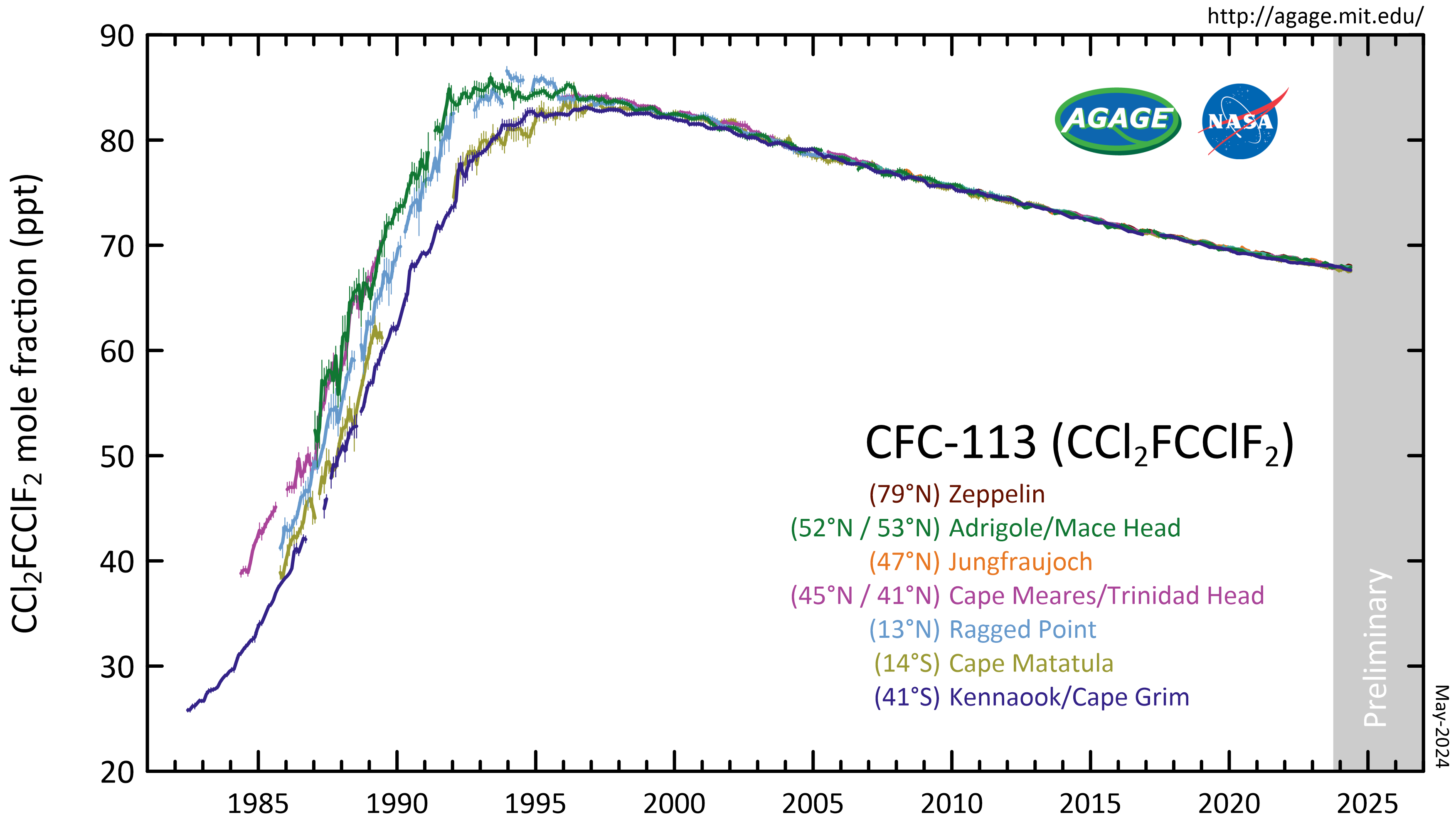
Concentrazione di CFC-113 nella bassa atmosfera misurata nell'esperimento (AGAGE) in varie stazioni sparse nel mondo.

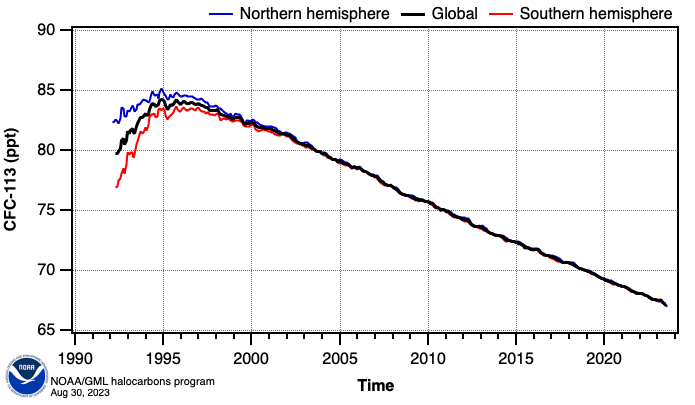
Concentrazione di CFC-113 a partire dal 1992.

L1,1,2-triclorotrifluoroetano Permane nell'atmosfera per circa 90 anni, sufficientemente a lungo per arrivare fino alla troposfera e causare il buco nell'ozono. Per questa ragione l'uso e la produzione di 1,1,2-triclorotrifluoroetano sono stati limitati dal Protocollo di Montréal.
L'1,1,2-triclorotrifluoroetano tende ad penetrare nel terreno fino a raggiungere le acque di falda.Si decompone molto lentamente in acido difluoroacetico